# Katharina von Predl

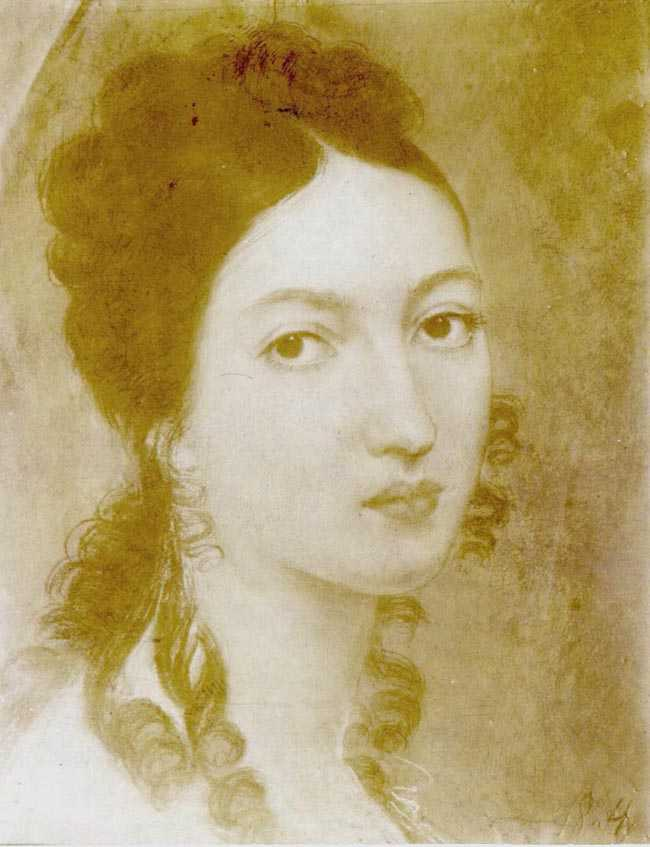
Katharina von Predl: Selbstporträt, 1824

Katharina von Predl (verheiratete Grassis de Predl; * 17. Januar 1790 in Teisbach bei Dingolfing; † 6. Februar 1871 in Rom) war eine deutsche Malerin, die vorwiegend in Italien und Frankreich lebte.

## Leben und Werk

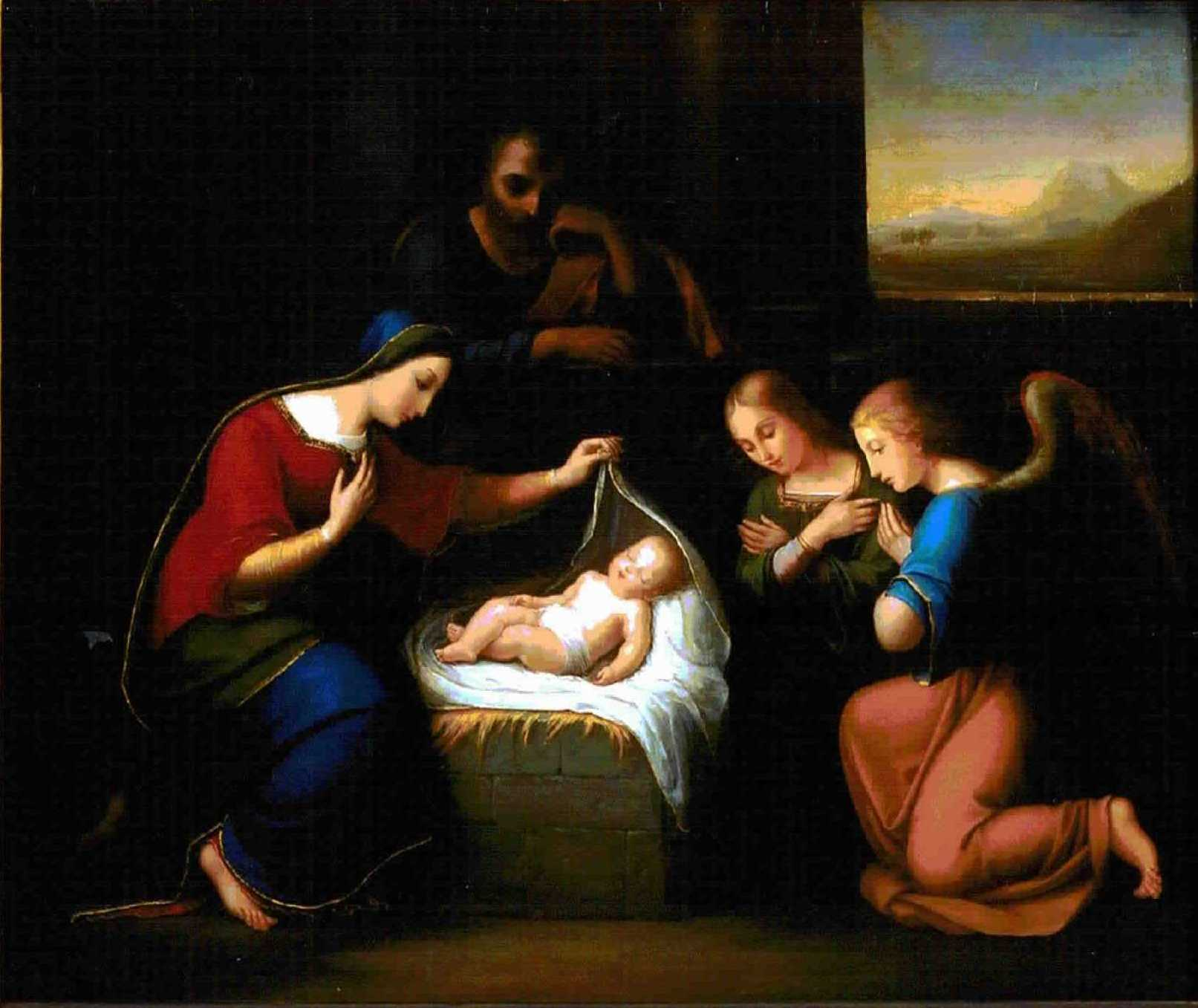
Katharina von Predl: Anbetung des Kindes (1824)

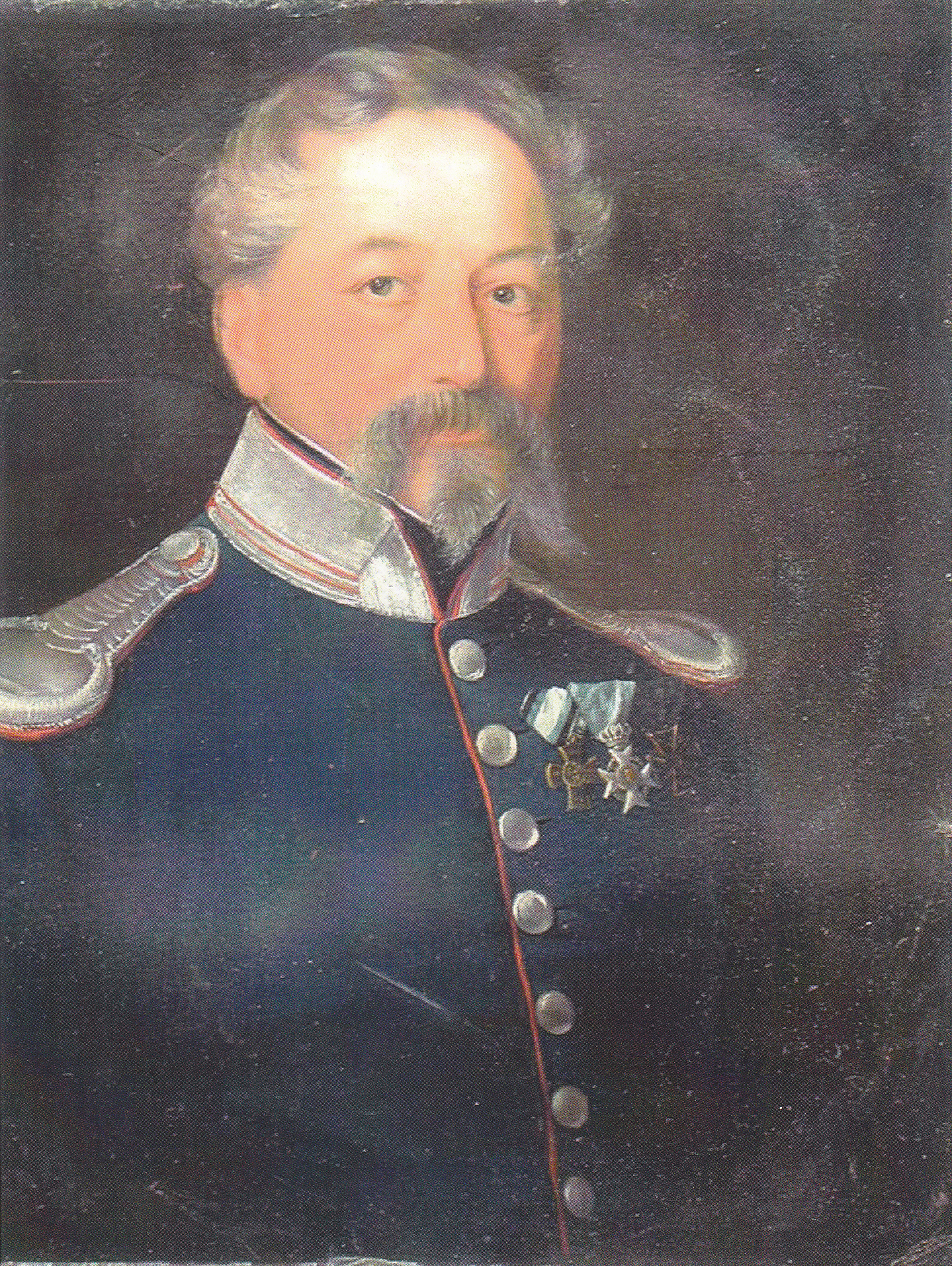
Katharina von Predl: Franz Xaver von Predl (1853)

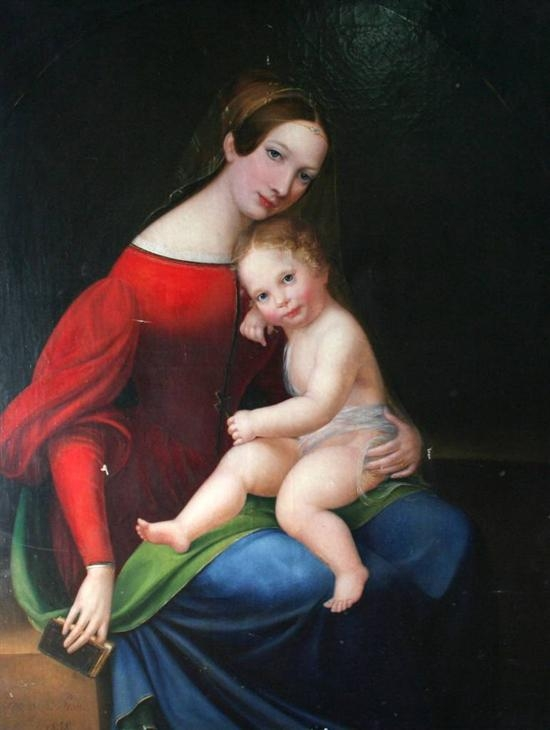
Katharina von Predl: Jungfrau Maria mit dem Kind 1838

Katharina von Predl war die Tochter des Juristen Ignatz von Predl und seiner Frau Veronika von Kärner. Ihr Vater war neben seiner Verwaltungs- und Richtertätigkeit selbst künstlerisch tätig. Ihr jüngerer Bruder war der spätere Offizier Franz Xaver von Predl. Mit zehn Jahren kam Katharina in das Damenstift der Englischen Fräulein nach München und erhielt dort eine umfassende Ausbildung. Unter anderem lernte sie Italienisch und Französisch. Mit vierzehn Jahren wechselte sie auf das Königlich-Bayerische Damenstift, wo sie über drei Jahre unterrichtet wurde. 1816 wurde sie an der Münchner Kunstakademie zugelassen und studierte dort bis 1821.
Im Frühjahr 1821 reiste sie gemeinsam mit Künstlerkollegen mit einem Empfehlungsschreiben von Peter Cornelius an den Maler Johann Friedrich Overbeck nach Rom. Sie wohnte  mit der Konstanzer Künstlerin Marie Ellenrieder zusammen im Haus Nr. 4 an der Piazza di Spagna. Trotz des Empfehlungsschreibens an Overbeck studierte sie bei dem italienischen Klassizisten Vincenzo Camuccini. Im Unterschied zu ihrer Mitbewohnerin war sie offensichtlich weniger an der Kunst der Nazarener interessiert. Dennoch malte sie zahlreiche religiöse Bilder, blieb aber hauptsächlich dem klassizistischen Stil verbunden.
Das Bild Anbetung des Kindes malte sie 1824, es befindet sich heute im Palazzo Reale in Turin. Von Rom aus unternahm sie viele Reisen, unter anderem nach Florenz und London. In London nahm sie an einer Ausstellung an der Royal Academy of Arts teil, wo ihre Gemälde Anbetung der Hirten und Die Heilige Familie gezeigt wurden. Ihre Rückreise führte sie durch zahlreiche Städte wie Rotterdam, Köln und Frankfurt am Main nach München. Dort nahm sie 1827 an einer Ausstellung des Münchner Kunstvereins teil. Sie reiste weiter nach Wien und stellte dort ihre Werke in den Privaträumen der Kaiserin Karoline Auguste aus. Es folgten Reisen nach Dresden und Venedig, bevor sie nach Rom zurückkehrte.
In Rom heiratete sie auf Vermittlung der Prinzessin von Hohenlohe-Bartenstein am 17. Mai 1828 Louis François Grassis. Sie zog mit ihm nach Sizilien, wo er als Verwalter des Fürsten von Butera arbeitete. Ihr Sohn Charles wurde am 5. April 1829 geboren, er starb am 30. Januar 1830. Am 1. August 1831 folgte die Geburt der Tochter Mathilde. Nachdem von Predls Mann schwer erkrankt war, ging die Familie wegen des gemäßigteren Klimas nach Frankreich. Die Reise dorthin erfolgte über Turin;  hier war Katharina von Predl 1832 an der Turiner Kunstausstellung beteiligt. In Frankreich lebte die Familie zunächst auf dem Familiengut ihres Mannes in Chambéry und anschließend in Paris. Dort malte sie zahlreiche Porträts und Historiengemälde. Unter anderem wurden ihre Werke beim Pariser Salon 1835 ausgestellt.
Nach dem Tod ihres Mannes 1841 lebte Katharina von Predl an den verschiedenen Orten in Europa. Sie verdiente den Lebensunterhalt für sich und ihre Tochter mit der Ausführung von Portraitaufträgen, malte Altarbilder für Kirchen, nahm zudem an Ausstellungen teil und verkaufte Bilder.
Ihre Tochter trat 1853 als Novizin ins Kloster SS Trinità di Monti ein. Katharina von Predl bezog ein kleines Häuschen mit Atelier im Garten des Klosters. Am 6. Februar 1871 starb sie im Alter von 81 Jahren und wurde auf dem Campo Santo Teutonico begraben.

## Werke (Auswahl)
- Hl. Joseph und Hl. Johann Evangelist. 1833 (Église Saint-Jean-Baptiste de Megève)
- Hl. Jungfrau Maria mit dem Jesuskind auf dem Schoß. 1838 (Privatbesitz Ettlingen)
- Franz Xaver von Predl. um 1853 (Privatbesitz)